# Communauté de communes du Badonvillois
La communauté de communes du Badonvillois est une ancienne communauté de communes française, qui était située dans le département de Meurthe-et-Moselle et la région Lorraine.

## Histoire
Elle a fusionné le 1er janvier 2014 avec la Communauté de communes du Pays de la Haute Vezouze pour former la Communauté de communes du Piémont Vosgien, par arrêté préfectoral du 22 avril 2013.
Elle faisait également partie du pays du Lunévillois.

## Composition
Cette communauté de communes était composée des 10 communes suivantes :
1. Badonviller (siège)
2. Angomont
3. Bréménil
4. Fenneviller
5. Montigny
6. Neufmaisons
7. Neuviller-lès-Badonviller
8. Pexonne
9. Sainte-Pôle
10. Saint-Maurice-aux-Forges

## Administration
| Période                                  | Période          | Identité       | Étiquette | Qualité                                                                                      |
| ---------------------------------------- | ---------------- | -------------- | --------- | -------------------------------------------------------------------------------------------- |
| Les données manquantes sont à compléter. |                  |                |           |                                                                                              |
|                                          | 1er janvier 2014 | Bernard Muller | UMP       | Conseiller général du canton de Badonviller (depuis 1998) Maire de Badonviller (depuis 2001) |